# Pomphorhynchus yunnanensis
Pomphorhynchus yunnanensis är en hakmaskart som beskrevs av Wand 1981. Pomphorhynchus yunnanensis ingår i släktet Pomphorhynchus och familjen Pomphorhynchidae. Inga underarter finns listade i Catalogue of Life.